# Diacetonalkohol
Diacetonalkohol (DAA) je organická sloučenina, patří mezi alkoholy i ketony. Tato kapalina je běžným syntetickým meziproduktem sloužícím k výrobě dalších sloučenin, rovněž se používá jako rozpouštědlo.

## Výroba
Diacetonalkohol se získává kondenzací dvou molekul acetonu katalyzovanou Ba(OH)2.
Dehydratací DAA vzniká α,β-nenasycený keton mesityloxid:
Hydrogenací mesityloxidu vzniká průmyslové rozpouštědlo methylisobutylketon (MIBK).

## Použití
DAA se používá jako součást celulózoesterových laků, kde vytváří brilantní lesk a pevný povlak a kde je žádoucí absence zápachu. Další využití této látky zahrnuje konzervaci dřeva, trvalé fixy, výrobu umělého hedvábí, imitování zlatých lístků, celuloidové cementy a konzervaci zvířecích tkání.